# Collegio elettorale di Squinzano (Camera dei deputati)
Il collegio di Squinzano fu un collegio elettorale uninominale della Repubblica Italiana per l'elezione della Camera dei deputati. Apparteneva alla circoscrizione Puglia e fu utilizzato per eleggere un deputato nella XII, XIII e XIV legislatura.
Venne istituito nel 1993 con la cosiddetta Legge Mattarella (Legge n. 277, Nuove norme per l'elezione della Camera dei deputati), attuata in seguito al referendum abrogativo del 1993. La legge istituì per la Camera dei deputati e per il Senato della Repubblica un sistema di elezione misto, in parte maggioritario e in parte proporzionale. Il 75% dei parlamentari dell'assemblea veniva eletto in collegi uninominali tramite sistema maggioritario a turno unico; il restante 25% alla Camera veniva eletto tramite sistema proporzionale con liste bloccate.
Il collegio venne abolito insieme a tutti gli altri che costituivano la Camera con la promulgazione della legge elettorale successiva, la cosiddetta Legge Calderoli. Questa prevedeva un sistema proporzionale con premio di maggioranza, che alla Camera veniva attribuito a livello nazionale.

## Territorio
Il collegio di Squinzano era uno dei 34 collegi uninominali in cui era suddivisa la Puglia e, come previsto dal D.Lgs. del 20 dicembre 1993 n. 536, era interamente compreso nella provincia di Lecce e comprendeva i seguenti comuni: Arnesano, Campi Salentina, Carmiano, Guagnano, Lequile, Monteroni di Lecce, Novoli, Salice Salentino, San Pietro in Lama, Squinzano, Trepuzzi e Veglie.

## Eletti
| Elezione | Elezione | Deputato                  | Partito                  |
| -------- | -------- | ------------------------- | ------------------------ |
|          | 1994     | Giuseppe Taurino          | Progressisti (PDS)       |
|          | 1996     | Alfredo Mantovano         | Polo per le Libertà (AN) |
|          | 2001     | Achille Villani Miglietta | Casa delle Libertà (AN)  |

## Dati elettorali

### XII legislatura

#### Risultati proporzionale
| Coalizioni        | Coalizioni                | Liste                                 | Liste                              | Voti   | %     |
| ----------------- | ------------------------- | ------------------------------------- | ---------------------------------- | ------ | ----- |
|                   | Progressisti              |                                       | Partito Democratico della Sinistra | 14.352 | 20,56 |
|                   | Progressisti              | Rifondazione Comunista                | 4.504                              | 6,45   |       |
|                   | Progressisti              | Partito Socialista Italiano           | 2.560                              | 3,67   |       |
|                   | Progressisti              | Federazione dei Verdi                 | 1.484                              | 2,13   |       |
|                   | Progressisti              | Movimento per la Democrazia - La Rete | 1.048                              | 1,50   |       |
|                   | Progressisti              | Alleanza Democratica                  | 744                                | 0,77   |       |
| Totale coalizione | Totale coalizione         | 24.692                                | 35,08                              |        |       |
|                   | Polo del Buon Governo     |                                       | Alleanza Nazionale                 | 19.838 | 28,43 |
|                   | Patto per l'Italia        |                                       | Partito Popolare Italiano          | 10.385 | 14,88 |
|                   | Patto per l'Italia        | Patto Segni                           | 4.288                              | 6,14   |       |
| Totale coalizione | Totale coalizione         | 14.673                                | 21,02                              |        |       |
|                   | Programma Italia          | Programma Italia                      | Programma Italia                   | 4.723  | 6,77  |
|                   | Lista Pannella            | Lista Pannella                        | Lista Pannella                     | 2.619  | 3,75  |
|                   | Socialdemocrazia          | Socialdemocrazia                      | Socialdemocrazia                   | 1.708  | 2,45  |
|                   | Lega d'Azione Meridionale | Lega d'Azione Meridionale             | Lega d'Azione Meridionale          | 540    | 0,77  |
|                   | Rinascita Salentina       | Rinascita Salentina                   | Rinascita Salentina                | 225    | 0,32  |
|                   | Alleanza Popolare         | Alleanza Popolare                     | Alleanza Popolare                  | 197    | 0,28  |
|                   | Solidarietà e Progresso   | Solidarietà e Progresso               | Solidarietà e Progresso            | 160    | 0,23  |
|                   | Utopia                    | Utopia                                | Utopia                             | 120    | 0,17  |
|                   | Unione Popolare           | Unione Popolare                       | Unione Popolare                    | 112    | 0,16  |
|                   | Democrazia e Solidarietà  | Democrazia e Solidarietà              | Democrazia e Solidarietà           | 110    | 0,16  |
|                   | Alleanza di Programma     | Alleanza di Programma                 | Alleanza di Programma              | 72     | 0,10  |
| Totale            | Totale                    | Totale                                | Totale                             | 69.789 |       |

#### Risultati uninominale
|                               | Giuseppe Taurino ✔️ Eletto | Progressisti                                      | 27 070 | 37,06 |  |  |  |  |  |
|                               | Augusto Palmarini          | Polo del Buon Governo (FI - AN - CCD - UDC - PLD) | 23 924 | 32,75 |  |  |  |  |  |
|                               | Ruggiero Castrignanò       | Patto per l'Italia                                | 13 897 | 19,03 |  |  |  |  |  |
|                               | Antonio Marciante          | Programma Italia                                  | 7 259  | 9,94  |  |  |  |  |  |
|                               | Carlo Mazzotta             | Lega d'Azione Meridionale                         | 890    | 1,22  |  |  |  |  |  |
| Totale                        | Totale                     | Totale                                            | 73 040 | 100   |  |  |  |  |  |
|                               |                            |                                                   |        |       |  |  |  |  |  |
| Fonte: Ministero dell'interno |                            |                                                   |        |       |  |  |  |  |  |

### XIII legislatura

#### Risultati proporzionale
| Coalizioni        | Coalizioni                         | Liste                                     | Liste                              | Voti   | %     |
| ----------------- | ---------------------------------- | ----------------------------------------- | ---------------------------------- | ------ | ----- |
|                   | Polo per le Libertà                |                                           | Forza Italia                       | 16.557 | 23,05 |
|                   | Polo per le Libertà                | Alleanza Nazionale                        | 14.763                             | 20,56  |       |
|                   | Polo per le Libertà                | CCD-CDU                                   | 7.075                              | 9,85   |       |
| Totale coalizione | Totale coalizione                  | 38.395                                    | 53,46                              |        |       |
|                   | L'Ulivo                            |                                           | Partito Democratico della Sinistra | 17.035 | 23,72 |
|                   | L'Ulivo                            | Popolari per Prodi (PPI-SVP-PRI-UD-Prodi) | 4.081                              | 5,68   |       |
|                   | L'Ulivo                            | Rinnovamento Italiano                     | 2.716                              | 3,78   |       |
|                   | L'Ulivo                            | Federazione dei Verdi                     | 948                                | 1,32   |       |
| Totale coalizione | Totale coalizione                  | 24.780                                    | 34,50                              |        |       |
|                   | Progressisti                       |                                           | Rifondazione Comunista             | 4.670  | 6,50  |
|                   | Lista Pannella - Sgarbi            | Lista Pannella - Sgarbi                   | Lista Pannella - Sgarbi            | 1.042  | 1,45  |
|                   | Movimento Sociale Fiamma Tricolore | Movimento Sociale Fiamma Tricolore        | Movimento Sociale Fiamma Tricolore | 922    | 1,28  |
|                   | Partito Socialista                 | Partito Socialista                        | Partito Socialista                 | 884    | 1,23  |
|                   | Gruppo Indipendente Libertà        | Gruppo Indipendente Libertà               | Gruppo Indipendente Libertà        | 534    | 0,74  |
|                   | Mani Pulite                        | Mani Pulite                               | Mani Pulite                        | 214    | 0,30  |
|                   | Ambientalisti                      | Ambientalisti                             | Ambientalisti                      | 208    | 0,29  |
|                   | Lega d'Azione Meridionale          | Lega d'Azione Meridionale                 | Lega d'Azione Meridionale          | 172    | 0,24  |
| Totale            | Totale                             | Totale                                    | Totale                             | 71.821 |       |

#### Risultati uninominale
|                               | Alfredo Mantovano ✔️ Eletto | Polo per le Libertà | 37 067 | 50,76 |  |  |  |  |  |
|                               | Giuseppe Taurino            | L'Ulivo             | 35 959 | 49,24 |  |  |  |  |  |
| Totale                        | Totale                      | Totale              | 73 026 | 100   |  |  |  |  |  |
|                               |                             |                     |        |       |  |  |  |  |  |
| Fonte: Ministero dell'interno |                             |                     |        |       |  |  |  |  |  |

### XIV legislatura

#### Risultati proporzionale
| Coalizioni        | Coalizioni                | Liste                     | Liste                                 | Voti   | %     |
| ----------------- | ------------------------- | ------------------------- | ------------------------------------- | ------ | ----- |
|                   | Casa delle Libertà        |                           | Forza Italia                          | 22.055 | 30,69 |
|                   | Casa delle Libertà        | Alleanza Nazionale        | 13.036                                | 18,14  |       |
|                   | Casa delle Libertà        | CCD-CDU                   | 2.149                                 | 2,99   |       |
|                   | Casa delle Libertà        | Nuovo PSI                 | 806                                   | 1,12   |       |
| Totale coalizione | Totale coalizione         | 38.046                    | 52,94                                 |        |       |
|                   | L'Ulivo                   |                           | La Margherita (Dem - PPI - RI- UDEUR) | 10.420 | 14,50 |
|                   | L'Ulivo                   | Democratici di Sinistra   | 10.047                                | 13,98  |       |
|                   | L'Ulivo                   | Il Girasole (FdV - SDI)   | 1.424                                 | 1,98   |       |
|                   | L'Ulivo                   | Comunisti Italiani        | 1.002                                 | 1,39   |       |
| Totale coalizione | Totale coalizione         | 22.893                    | 31,85                                 |        |       |
|                   | Rifondazione Comunista    | Rifondazione Comunista    | Rifondazione Comunista                | 3.344  | 4,65  |
|                   | Lista Di Pietro           | Lista Di Pietro           | Lista Di Pietro                       | 3.266  | 4,54  |
|                   | Democrazia Europea        | Democrazia Europea        | Democrazia Europea                    | 1.937  | 2,69  |
|                   | Fiamma Tricolore          | Fiamma Tricolore          | Fiamma Tricolore                      | 1.125  | 1,57  |
|                   | Lista Pannella - Bonino   | Lista Pannella - Bonino   | Lista Pannella - Bonino               | 926    | 1,29  |
|                   | Lega d'Azione Meridionale | Lega d'Azione Meridionale | Lega d'Azione Meridionale             | 179    | 0,25  |
|                   | Paese Nuovo               | Paese Nuovo               | Paese Nuovo                           | 101    | 0,14  |
|                   | Abolizione scorporo       | Abolizione scorporo       | Abolizione scorporo                   | 58     | 0,08  |
| Totale            | Totale                    | Totale                    | Totale                                | 71.875 |       |

#### Risultati uninominale
|                               | Achille Villani Miglietta ✔️ Eletto | Casa delle Libertà | 37 300 | 49,49 |  |  |  |  |  |
|                               | Giuseppe Taurino                    | L'Ulivo            | 32 575 | 43,22 |  |  |  |  |  |
|                               | Corrado Vergari                     | Democrazia Europea | 2 156  | 2,86  |  |  |  |  |  |
|                               | Franco Carignani                    | Lista Di Pietro    | 1 942  | 2,58  |  |  |  |  |  |
|                               | Folco Gregoriadis                   | Fiamma Tricolore   | 1 393  | 1,85  |  |  |  |  |  |
| Totale                        | Totale                              | Totale             | 75 366 | 100   |  |  |  |  |  |
|                               |                                     |                    |        |       |  |  |  |  |  |
| Fonte: Ministero dell'interno |                                     |                    |        |       |  |  |  |  |  |